# NGC 6090
NGC 6090 ist ein verschmelzendes Galaxienpaar im Sternbild Drache, das etwa 400 Millionen Lichtjahre von der Milchstraße entfernt ist.
Es wurde am 24. Juni 1887 von dem US-amerikanischen Astronomen Lewis A. Swift entdeckt.